# Polyvagal-Theorie
Die Polyvagal-Theorie wurde im Jahr 1994 von Stephen Porges veröffentlicht.
Die Theorie untersucht insbesondere, wie verschiedene Zustände des Nervensystems die Fähigkeiten von Menschen beeinflussen, mit anderen Menschen zu kommunizieren, soziale Bindungen einzugehen, auf Stress zu reagieren und emotionale Zustände zu regulieren.

## Theorie
Porges präsentierte die Polyvagal-Theorie erstmals in seiner Präsidentschaftsrede vor der Society of Psychophysiological Research in Atlanta am 8. Oktober 1994. Ein Jahr später wurde der Vortrag in der Fachzeitschrift Psychophysiology veröffentlicht.
Die Theorie postuliert neben den zwei allgemein wissenschaftlich anerkannten funktionellen Unterteilungen des Vegetativen Nervensystems – Sympathikus und Parasympathikus – eine dritte Unterteilung, bei der dem Parasympathikus zwei Unterfunktionen zugeschrieben werden. Es gäbe beim parasympathischen Anteil ein phylogenetisch älteres „dorsales“ und nicht myelinisiertes sowie ein „jüngeres“ und myelinisiertes „ventrales System“. Es wird erklärt, dass sich das primitive autonome Nervensystem der Wirbeltiere über den Prozess der Evolution in das autonome Nervensystem der Säugetiere weiterentwickelt habe.
Die drei Unterteilungen sind:
- Der „ventrale Vaguskomplex“ stehe für die soziale Aktivierung, (social-engagement-system, SES)
- Der „dorsale Vaguskomplex“ stehe für Immobilisierung bei Lebensbedrohung.[3][4]
- Das „sympathische Nervensystem“ stehe für Mobilisierung bei Gefahr

Die Theorie betont die Bedeutung des physiologischen Zustands bei psychischen Störungen und leitet Strategien zur Beeinflussung der Aktivierungsmuster des Vegetativen Nervensystems ab. Porges begründet seine Theorie mit seinen persönlichen Beobachtungen.

### Hierarchie
Drei Organisationsprinzipien seien laut Porges zu unterscheiden. Das autonome Nervensystem reagiere in drei Reaktionsmustern, die in Folge aktiviert würden. Die Funktionen folgten einer phylogenetischen Hierarchie, bei der die primitivsten Systeme nur aktiviert würden, wenn die weiter entwickelten Funktionen versagten. Der physiologische Zustand bestimme die Bandbreite des Verhaltens und folglich die psychologische Erfahrung. Bei Säugetieren dienten die Äste des „vagalen Komplexes“ unterschiedlichen evolutionären Stressreaktionen: Der primitivere Zweig solle Immobilisierungsverhalten hervorrufen. Diese Nervenbahnen regulierten Zustände und bestimmten sowohl das emotionale wie soziale Verhalten.

### Neurozeption
Porges definierte für seine Theorie den Begriff „Neurozeption“ als Bezeichnung für die Fähigkeit des autonomen Nervensystems (ANS) – automatisch und ohne bewusste Wahrnehmung – die Umgebung laufend darauf zu prüfen, ob sie sicher, bedrohlich oder lebensgefährlich sei. Je nach Einschätzung aktiviere das ANS einen der drei Zustände, Sicherheit (der „ventrale Vaguskomplex“ sei aktiv), Kampf/Flucht (der Sympathikus sei aktiv) oder Schreckstarre (Stupor) (der „dorsale Vaguskomplex“ sei aktiv).
Anders als bei der Wahrnehmung (Perzeption) sei es hier ein „Erkennen ohne Gewahrsein“, ausgelöst durch einen Reiz wie Gefahr.

## Kritik
Die Existenz und die angenommenen Funktionen der in der Polyvagal-Theorie postulierten „vagalen Systeme“ sind weitgehend widerlegt. Das "ventrale vagale System" wird in Bezug auf die Gehirnanatomie als unvalide Fehlbezeichnung kritisiert; ferner gebe es keine Belege für eine herausragende Rolle bei sozialen Verhaltensweisen, wie von Porges postuliert. Das "dorsale vagale System" geht nicht (wie von Porges behauptet) auf die Polyvagaltheorie zurück, sondern auf frühere Forschung. Ferner sei seine Rolle in der Auslösung eines 'Freeze-Zustands' auf die Weiterleitung von Signalen anderer Hirnregionen beschränkt, und auch hierfür weniger wichtig als der "ventrale" Nucleus Ambiguus (was den polyvagalen Annahmen direkt widerspricht), und solle deshalb nicht mit solcherlei passiven Defensivstrategien assoziiert werden.
Auch die in der Polyvagal-Theorie postulierte Sonderrolle von Säugetieren in Bezug auf den Vagusnerv und seine Physiologie sowie in Bezug auf Sozialverhalten gilt als wissenschaftlich nicht stichhaltig.
Ein Aufruf von Paul Grossman – emeritierter Forschungsleiter der Abteilung für Psychosomatik und Innere Medizin der Universitätsklinik in Basel – auf der Forschungsplattform Researchgate mit der Bitte um empirische Belege für die „Theorie“ förderte diesbezüglich wenig zutage, dafür aber zahlreiche Studien, deren Ergebnisse ihr widersprechen. Grossman stellte daraufhin fest, es sei höchste Zeit, den Wert der Ideen von Stephen Porges kritisch zu hinterfragen.
Einige Konzepte, wie zum Beispiel das der „Neurozeption“, sind keine neuen Entdeckungen der Polyvagal-Theorie. „Neurozeption“ ist als „Bedrohungserkennung“ (threat detection) schon seit Jahrzehnten Gegenstand der Forschung, was in Porges' Veröffentlichungen nicht erwähnt wird. Dasselbe gilt für die Annahme, dass körperliche Empfindungen eine zentrale Rolle bei Emotionen einnehmen. Diese Annahme ist bereits auf frühere Theorien des 19. und 20. Jahrhunderts zurückzuführen, was ebenfalls von Porges nicht erwähnt wird.
In einem Artikel aus dem Jahr 2021 gibt Porges an, seine Theorie sei nicht dazu gedacht, belegt oder falsifiziert zu werden. Dies widerspricht grundsätzlich dem wissenschaftlichen Prinzip, dass alle Thesen empirisch überprüfbar sein müssen.